# Clathurella salarium
Clathurella salarium é uma espécie de gastrópode do gênero Clathurella, pertencente a família Clathurellidae.